# Taça Brasil 1960
Taça Brasil 1960 – druga edycja brazylijskiego turnieju piłkarskiego mającego na celu wyłonienie reprezentanta tego kraju w Copa Libertadores 1961. Rozgrywana od sierpnia do grudnia 1960, a jej zwycięzcą został SE Palmeiras.

## Uczestnicy i regulamin rozgrywek
W turnieju uczestniczyło 17 zespołów: mistrz stanu São Paulo (Palmeiras) i mistrz stanu Pernambuco (Santa Cruz), którzy rozgrywki zaczęli dopiero od półfinałów, oraz mistrzowie innych 15 stanów, którzy walczyli w eliminacjach. Zawody przeprowadzono systemem pucharowym (mecz i rewanż). W przypadku równej ilości punktów po dwóch meczach, zarządzano trzecie decydujące spotkanie.

Kwalifikacje podzielono na 4 grupy geograficzne: północną, północno-wschodnią, wschodnią i południową. Zwycięzcy grup północnej i północno-wschodniej spotkali się w meczu decydującym o awansie do półfinału krajowego. Podobnie zwycięzcy grup wschodniej i południowej.
| Grupa              | Klub           | Stan                    |
| ------------------ | -------------- | ----------------------- |
| -                  | São Paulo      |                         |
| -                  | Santa Cruz-PE  | Pernambuco              |
| Północna           | ABC            | Rio Grande do Norte     |
| Północna           | Estrela do Mar | Paraíba                 |
| Północna           | Fortaleza      | Ceará                   |
| Północna           | Moto Clube     | Maranhão                |
| Północna           | Pará           |                         |
| Północno-wschodnia | Bahia          | Bahia                   |
| Północno-wschodnia | Capelense      | Alagoas                 |
| Północno-wschodnia | Santa Cruz-SE  | Sergipe                 |
| Wschodnia          | Cruzeiro       | Minas Gerais            |
| Wschodnia          | Fluminense     | Rio de Janeiro (miasto) |
| Wschodnia          | Fonseca        | Rio de Janeiro (stan)   |
| Wschodnia          | Rio Branco     | Espírito Santo          |
| Południowa         | Coritiba       | Paraná                  |
| Południowa         | Grêmio         | Rio Grande do Sul       |
| Południowa         | Paula Ramos    | Santa Catarina          |

## Wyniki turnieju

### Pierwsza runda
| Estrela do Mar | - | ABC | 2-1 | 1-5 | 1-5 |

### Druga runda
| Fortaleza             | -          | ABC           | 3-0 | 1-1 |     |
| -                     | Moto Clube | 2-3           | 2-4 |     |     |
| Bahia                 | -          | Santa Cruz-SE | 3-1 | 1-2 | 0-0 |
| Capelense – wolny los |            |               |     |     |     |
| Cruzeiro              | -          | Rio Branco    | 0-1 | 1-0 | 1-0 |
| Fonseca               | -          | Fluminense    | 0-3 | 0-8 |     |
| Paula Ramos           | -          | Coritiba      | 1-1 | 0-5 |     |
| Grêmio – wolny los    |            |               |     |     |     |

### Trzecia runda
| Fortaleza | - | Moto Clube | 2-0 | 1-1 |     |
| Bahia     | - | Capelense  | 2-0 | 2-1 |     |
| Cruzeiro  | - | Fluminense | 1-1 | 1-4 |     |
| Coritiba  | - | Grêmio     | 1-1 | 3-3 | 1-1 |

### Czwarta runda
| Fortaleza | - | Bahia      | 2-1 | 0-0 |     |
| Grêmio    | - | Fluminense | 1-0 | 2-4 | 1-1 |

### Półfinały
Palmeiras i Santa Cruz-PE miały zapewniony udział w półfinałach bez gry.
| Palmeiras     | - | Fluminense | 0-0 | 1-0 |  |
| Santa Cruz-PE | - | Fortaleza  | 2-2 | 1-2 |  |

### Finał
| Fortaleza | - | Palmeiras | 1-3 | 2-8 |  |

Palmeiras wygrywając turniej uzyskał prawo do reprezentowania Brazylii w drugiej edycji Copa Libertadores w 1961 roku.